# 진정남자한
《진정남자한》(중국어 간체자: 真正男子汉, 정체자: 真正男子漢, 병음: Zhēn zhèng nán zǐ hàn 전정난쯔한[*], 한자음: 진정남자한)은 2015년 방영될 예정인 후난위성 TV의 군대 버라이어티 프로그램이다. 대한민국의 MBC 프로그램 《진짜사나이》의 리메이크 버전으로, 2015년 4월 10일에 첫 방송을 시작으로 매주 금요일 저녁 10시에 방송될 예정이다.

## 출연자
- 왕바오창
- 위안훙
- 류하오란
- 두하이터우
- 장펑이
- 궈샤오둥